# Kátia Regina Santos
Kátia Regina de Jesús dos Santos (ur. 31 grudnia 1967 w Salvadorze) – brazylijska lekkoatletka, sprinterka. Czterokrotna złota medalistka mistrzostw Ameryki Południowej, siedmiokrotna medalistka mistrzostw ibero-amerykańskich, medalistka igrzysk Ameryki Południowej, uczestniczka igrzysk olimpijskich w Atenach.

## Kariera
W 1993 roku wystąpiła na mistrzostwach Ameryki Południowej, na których otrzymała trzy medale, w tym tytuł mistrzowski w sztafecie 4 × 100 m. Rok później była dwukrotną medalistką mistrzostw ibero-amerykańskich w Mar del Plata, jak również otrzymała dwa medale igrzysk Ameryki Południowej. W 1995 roku zdobyła dwa złote medale mistrzostw kontynentu, w konkurencjach biegu na 200 m i sztafety 4 × 100 m. Reprezentowała swój kraj na mistrzostwach globu w Göteborgu, w ich ramach startowała w konkurencji biegu na 100 m i tamtejszy występ zakończyła w fazie eliminacji. Na kolejnych mistrzostwach świata była członkinią brazylijskiej sztafety 4 × 100 m, która odpadła w półfinale czempionatu. W 2001 roku zdobyła czwarty i ostatni w karierze złoty medal mistrzostw kontynentu, natomiast rok później jedyny raz w karierze wywalczyła złoty medal mistrzostw ibero-amerykańskich.
Na igrzyskach olimpijskich w Atenach była członkinią brazylijskiej sztafety 4 × 100 m, która odpadła w eliminacjach, uzyskując czas 43,12 plasujący ekipę na 4. miejscu i 9. miejscu w gronie wszystkich sztafet.

## Osiągnięcia
| Rok     | Zawody                          | Miasto         | Miejsce | Konkurencja        | Wynik |
| ------- | ------------------------------- | -------------- | ------- | ------------------ | ----- |
| 1993    | Mistrzostwa Ameryki Południowej | Lima           | brąz    | bieg na 100 m      | 12,22 |
| 1993    | Mistrzostwa Ameryki Południowej | Lima           | srebro  | bieg na 200 m      | 24,6h |
| 1993    | Mistrzostwa Ameryki Południowej | Lima           | złoto   | sztafeta 4 × 100 m | 45,1h |
| 1994    | Puchar Świata                   | Londyn         | 7.      | sztafeta 4 × 100 m | 44,25 |
| 1994    | Mistrzostwa ibero-amerykańskie  | Mar del Plata  | brąz    | bieg na 200 m      | 23,77 |
| 1994    | Mistrzostwa ibero-amerykańskie  | Mar del Plata  | srebro  | sztafeta 4 × 100 m | 46,03 |
| 1994    | Igrzyska Ameryki Południowej    | Valencia       | srebro  | bieg na 100 m      | 11,54 |
| 1994    | Igrzyska Ameryki Południowej    | Valencia       | brąz    | bieg na 200 m      | 23,9h |
| 1995    | Mistrzostwa Ameryki Południowej | Manaus         | brąz    | bieg na 100 m      | 11,52 |
| 1995    | Mistrzostwa Ameryki Południowej | Manaus         | złoto   | bieg na 200 m      | 23,34 |
| 1995    | Mistrzostwa Ameryki Południowej | Manaus         | złoto   | sztafeta 4 × 100 m | 44,97 |
| 1995    | Mistrzostwa świata              | Göteborg       | 5. H    | bieg na 100 m      | 11,68 |
| 1996    | Mistrzostwa ibero-amerykańskie  | Medellín       | brąz    | sztafeta 4 × 100 m | 44,59 |
| 1997    | Mistrzostwa Ameryki Południowej | Mar del Plata  | srebro  | sztafeta 4 × 100 m | 45,21 |
| 1997    | Mistrzostwa świata              | Ateny          | 6. SF   | sztafeta 4 × 100 m | 43,89 |
| 1998    | Mistrzostwa ibero-amerykańskie  | Lizbona        | brąz    | bieg na 100 m      | 11,62 |
| 1998    | Mistrzostwa ibero-amerykańskie  | Lizbona        | 7.      | bieg na 200 m      | 24,16 |
| 1999    | Mistrzostwa Ameryki Południowej | Bogota         | brąz    | bieg na 100 m      | 11,59 |
| 2000    | Mistrzostwa ibero-amerykańskie  | Rio de Janeiro | srebro  | sztafeta 4 × 100 m | 45,16 |
| 2001    | Mistrzostwa Ameryki Południowej | Manaus         | złoto   | sztafeta 4 × 100 m | 44,32 |
| 2002    | Mistrzostwa ibero-amerykańskie  | Gwatemala      | 4.      | bieg na 200 m      | 23,77 |
| 2002    | Mistrzostwa ibero-amerykańskie  | Gwatemala      | złoto   | sztafeta 4 × 100 m | 44,28 |
| 2004    | Mistrzostwa ibero-amerykańskie  | Huelva         | brąz    | sztafeta 4 × 100 m | 44,13 |
| 2004    | Igrzyska olimpijskie            | Ateny          | 4. H    | sztafeta 4 × 100 m | 43,12 |
| Źródło: |                                 |                |         |                    |       |

Trzy razy w karierze wywalczyła tytuł mistrzyni Brazylii, w 1998 roku zdobyła złoto w konkurencji biegu na 200 m, natomiast w 2002 roku zdobyła tytuły mistrzowskie w biegu na 100 i 200 m.

## Rekordy życiowe
- bieg na 100 m – 11,42 (3 czerwca 2000, Americana)
- bieg na 200 m – 23,29 (23 maja 1998, São Leopoldo)
- bieg na 400 m – 55,36 (13 czerwca 1999, São Paulo)
- sztafeta 4 × 100 m – 42,97 (10 lipca 2004, Bogota)

Źródło: 